# 珠港镇
珠港镇是中国浙江省台州市玉环县（今玉环市）的一个建立于2000年的乡镇级行政区划。2009年被撤销并分为三部分：
- 玉城街道，原珠港镇城关办事处；
- 坎门街道，原珠港镇坎门办事处；
- 大麦屿街道，原珠港镇陈屿办事处。